# Anna Sophia van Pruisen
Anna Sophia van Pruisen (Koningsbergen, 11 juni 1527 - Lübz, 6 februari 1591) was een prinses van Pruisen en door haar huwelijk met Johan Albrecht I van Mecklenburg-Güstrow hertogin van Mecklenburg-Güstrow. 

## Leven
Anna was het oudste kind van hertog Albrecht van Brandenburg-Ansbach (1490-1568) en zijn eerste vrouw Dorothea van Denemarken (1504-1547), de dochter van koning Frederik I van Denemarken. Door haar moeder was Anna erg vaardig op het gebied van natuurgeneeswijze en gynaecologie. In 1546 ging het hertogdom Pruisen akkoord met een soort vergoeding, welke inhield dat Anna 30.000 guldens zou meekrijgen als zij zou trouwen. 
Ze trouwde op 25 februari 1555 in Wismar met hertog Johan Albrecht I van Mecklenburg-Güstrow. Als huwelijkscadeau bemiddelde haar vader in het conflict tussen haar aankomende echtgenoot en zijn broer Ulrich van Mecklenburg-Güstrow. Voor het huwelijk had Johan Albrecht het Fürstenhof Paleis in Wismar opnieuw laten inrichten in Renaissance sferen. Johan Albrecht en Anna woonden samen in het paleis. Ze kregen samen drie kinderen. Anna werd omschreven als een liefdevolle moeder. Johan Albrecht bleef zowel in het Heilige Roomse Rijk als in Lijfland een loyale partner van Anna's vader Albrecht. Omdat Albrecht van Brandenburg geen troonopvolger had, probeerde hij Johan diverse malen tot zijn erfgename te maken. Echter zonder succes. 
Na het overlijden van haar echtgenoot verhuisde Anna naar Wittum in Lübz. Ze overleed in 1591 en werd begraven in de Dom van Schwerin. 

## Kinderen
Anna en Johan kregen drie kinderen:
- Albrecht van Mecklenburg-Güstrow (1556-1561)
- Johan VII van Mecklenburg-Schwerin (1558-1592)
- Sigismund August van Mecklenburg-Güstrow (1560-1600)

- Gemeinsame Normdatei: 104182040
- International Standard Name Identifier: 0000 0004 0261 6888
- Virtual International Authority File: 298233017
- WorldCat: E39PBJccdqqBfX7mdkCBxG7CQq